# Lely
Lely Industries N.V. er en nederlandsk producent af staldmaskiner og -robotter. De producerer fodringsmaskiner og malkemaskiner.
Virksomheden blev etableret i 1948 i Maassluis af brødrene Cornelis van der Lely og Arij van der Lely.